# Fabian Delph
Fabian Delph, né le 21 novembre 1989 à Bradford au Royaume-Uni, est un footballeur international anglais qui évolue au poste de milieu de terrain. Il peut également évoluer au poste de défenseur.

## Biographie

### Carrière en club

#### Leeds United
Formé à Leeds United, Fabian Delph joue sa première rencontre en tant que professionnel à l'occasion d'une rencontre de championnat contre Derby County le 6 mai 2007. 
Il ne joue que deux rencontres lors de la saison 2007-2008, avant de devenir titulaire indiscutable la saison suivante.

#### Aston Villa
Lors du mercato 2009, des grands clubs de Premier League s'intéressent à lui, notamment Everton, Aston Villa, Manchester City ou Tottenham Hotspur. Mais c'est finalement Aston Villa qui remporte la mise contre 10 M€.
Malheureusement, les différentes blessures qu'il connait l'empêchent de s'imposer à Aston Villa et le 20 janvier 2012, il retourne à Leeds United sous forme d'un prêt d'un mois, soit jusqu'au 25 février 2012.

#### Manchester City
Le 17 juillet 2015, la BBC annonce que Delph passe sa visite médicale afin de s'engager avec Manchester City. Quelques heures plus tard, le club annonce officiellement la signature de Delph. Delph inscrit cinq buts en quatre-vingt-neuf matchs toutes compétitions confondues sous le maillot de City en l'espace quatre saisons, durant lesquelles il remporte le championnat d'Angleterre à deux reprises.

#### Everton FC
Le 15 juillet 2019, il s'engage pour trois saisons avec l'Everton FC.

### En sélection
Le 3 septembre 2014, lors d'un match amical face à la Norvège, il honore sa première sélection avec l'équipe nationale anglaise, remplaçant Alex Oxlade-Chamberlain à la 69e minute.
En mai 2016, il fait partie de la pré-sélection de vingt-six joueurs retenus par le sélectionneur Roy Hodgson pour disputer l'Euro 2016 mais n'est finalement pas retenu dans l'effectif qui participe au tournoi.
Delph fait partie des vingt-trois joueurs sélectionnés en équipe d'Angleterre pour disputer la Coupe du monde 2018.

## Statistiques
| Saison                | Club                  | Championnat           | Championnat | Championnat | Coupe nationale | Coupe nationale | Coupe de la Ligue | Coupe de la Ligue | Supercoupe | Supercoupe | Compétition(s) continentale(s) | Compétition(s) continentale(s) | Compétition(s) continentale(s) | Angleterre | Angleterre | Total | Total |
| Saison                | Club                  | Division              | M.          | B.          | M.              | B.              | M.                | B.                | M.         | B.         | Comp.                          | M.                             | B.                             | M.         | B.         | M.    | B.    |
| 2006-2007             | Leeds United          | Championship          | 1           | 0           | -               | -               | -                 | -                 | -          | -          | -                              | -                              | -                              | -          | -          | 1     | 0     |
| 2007-2008             | Leeds United          | League One            | 1           | 0           | -               | -               | 1                 | 0                 | -          | -          | -                              | -                              | -                              | -          | -          | 2     | 0     |
| 2008-2009             | Leeds United          | League One            | 44          | 6           | 3               | 0               | 4                 | 0                 | -          | -          | -                              | -                              | -                              | -          | -          | 51    | 6     |
| Sous-total            | Sous-total            | Sous-total            | 46          | 6           | 3               | 0               | 5                 | 0                 | -          | -          | -                              | -                              | -                              | -          | -          | 54    | 6     |
| 2009-2010             | Aston Villa           | Premier League        | 8           | 0           | 4               | 1               | 2                 | 0                 | -          | -          | C3                             | 1                              | 0                              | -          | -          | 15    | 1     |
| 2010-2011             | Aston Villa           | Premier League        | 7           | 0           | 1               | 0               | -                 | -                 | -          | -          | -                              | -                              | -                              | -          | -          | 8     | 0     |
| 2011-2012             | Aston Villa           | Premier League        | 11          | 0           | -               | -               | -                 | -                 | -          | -          | -                              | -                              | -                              | -          | -          | 11    | 0     |
| 2012-2013             | Aston Villa           | Premier League        | 24          | 0           | 2               | 0               | 6                 | 1                 | -          | -          | -                              | -                              | -                              | -          | -          | 32    | 1     |
| 2013-2014             | Aston Villa           | Premier League        | 34          | 3           | 1               | 0               | 1                 | 1                 | -          | -          | -                              | -                              | -                              | -          | -          | 36    | 4     |
| 2014-2015             | Aston Villa           | Premier League        | 28          | 0           | 4               | 2               | -                 | -                 | -          | -          | -                              | -                              | -                              | 6          | 0          | 38    | 2     |
| Sous-total            | Sous-total            | Sous-total            | 112         | 3           | 12              | 3               | 9                 | 2                 | -          | -          | -                              | 1                              | 0                              | 6          | 0          | 140   | 8     |
| 2011-2012             | Leeds United (prêt)   | Championship          | 5           | 0           | -               | -               | -                 | -                 | -          | -          | -                              | -                              | -                              | -          | -          | 5     | 0     |
| Sous-total            | Sous-total            | Sous-total            | 5           | 0           | -               | -               | -                 | -                 | -          | -          | -                              | -                              | -                              | -          | -          | 5     | 0     |
| 2015-2016             | Manchester City       | Premier League        | 17          | 2           | 2               | 0               | 3                 | 0                 | -          | -          | C1                             | 5                              | 0                              | 3          | 0          | 30    | 2     |
| 2016-2017             | Manchester City       | Premier League        | 7           | 1           | 5               | 0               | 3                 | 0                 | -          | -          | C1                             | 1                              | 1                              | -          | -          | 16    | 2     |
| 2017-2018             | Manchester City       | Premier League        | 22          | 1           | 1               | 0               | 1                 | 0                 | -          | -          | C1                             | 5                              | 0                              | 4          | 0          | 33    | 1     |
| 2018-2019             | Manchester City       | Premier League        | 11          | 0           | 1               | 0               | 2                 | 0                 | -          | -          | C1                             | 6                              | 0                              | 7          | 0          | 27    | 0     |
| Sous-total            | Sous-total            | Sous-total            | 57          | 4           | 9               | 0               | 6                 | 0                 | -          | -          | -                              | 17                             | 1                              | 14         | 0          | 103   | 5     |
| 2019-2020             | Everton FC            | Premier League        | 16          | 0           | 1               | 0               | 3                 | 0                 | -          | -          | -                              | -                              | -                              | -          | -          | 20    | 0     |
| 2020-2021             | Everton FC            | Premier League        | 8           | 0           | -               | -               | 2                 | 0                 | -          | -          | -                              | -                              | -                              | -          | -          | 10    | 0     |
| 2021-2022             | Everton FC            | Premier League        | 11          | 0           | -               | -               | -                 | -                 | -          | -          | -                              | -                              | -                              | -          | -          | 11    | 0     |
| Sous-total            | Sous-total            | Sous-total            | 35          | 0           | 1               | 0               | 5                 | 0                 | -          | -          | -                              | -                              | -                              | -          | -          | 41    | 0     |
| Total sur la carrière | Total sur la carrière | Total sur la carrière | 253         | 13          | 24              | 3               | 25                | 2                 | -          | -          | -                              | 18                             | 1                              | 20         | 0          | 340   | 19    |

## Palmarès

### En club
- Aston Villa
  - Finaliste de la Coupe de la Ligue anglaise en 2010
  - Finaliste de la Coupe d'Angleterre en 2015.

- Manchester City
  - Champion d'Angleterre en 2018 et 2019.

### Distinction personnelle
- Membre de l'équipe-type de D3 anglaise en 2009.